# My First Album
My First Album (с англ. — «Мой первый альбом») — дебютный студийный альбом мультипликационного персонажа Свинки Пеппы. Он был выпущен на лейбле eOne Music 19 июля 2019 года в рамках продвижения мультсериала. В поддержку альбома был выпущен сингл «Bing Bong Zoo».

## История
«Bing Bong Zoo» был выпущен 14 июня 2019 года в качестве ведущего сингла альбома вместе с предварительным заказом альбома.

## Композиции
Композиции My First Album состоят из колокольчиков и фортепиано, а также детского хора. Вокалом Свинки Пеппы выступила Харли Бёрд. Несколько песен на альбоме являются расширенными версиями песен, которые появлялись в эпизодах мультсериала. К ним относятся «Bing Bong Zoo», «Rainbow, Rainbow» и «Jumping in Muddy Puddles». «Getting Ready Song» — песня на мелодию «Row, Row, Row Your Boat». «Big Balloon» была описана как «песня о полете на монгольфьере». «Peppa Party Time» была описана как «символический танцевальный номер» альбома и был признан USA Today как изюминка альбома.

## Отзывы
Joshua Bote из USA Today дал альбому смешанный обзор, написав, что альбом «мог бы извлечь выгоду из ее мгновенной вирусности... Но это слишком причудливо, слишком старомодно для нашего времени», предполагая, что дети могли бы вместо этого танцевать под рэп-песни и сами стать вирусными мемами. Он завершил свой обзор, назвав альбом «безусловно образовательным и достаточно приятным, чтобы слушатели через поколение не возненавидели его, когда он включён. Но они могут не помнить об этом, как только музыка остановится».

## Список треков
Вся музыка написана Julian Nott и Paul Moessi.
| №                   | Название                      | Длительность |
| ------------------- | ----------------------------- | ------------ |
| 1.                  | «It's Peppa Pig»              | 2:25         |
| 2.                  | «Bing Bong Zoo»               | 3:10         |
| 3.                  | «Let's Get Ready!»            | 2:05         |
| 4.                  | «Expert Daddy Pig»            | 2:50         |
| 5.                  | «Rainbow, Rainbow»            | 2:03         |
| 6.                  | «Super Potato's Theme»        | 1:55         |
| 7.                  | «Peppa and Friends»           | 2:14         |
| 8.                  | «The Class of Madame Gazelle» | 2:24         |
| 9.                  | «Festival Fun!»               | 2:07         |
| 10.                 | «Jumping in Muddy Puddies»    | 2:50         |
| 11.                 | «Holidays!»                   | 1:40         |
| 12.                 | «Traffic»                     | 3:09         |
| 13.                 | «Balloon Ride»                | 2:25         |
| 14.                 | «Busy Miss Rabbit»            | 2:19         |
| 15.                 | «Peppa Party Time»            | 2:10         |
| 16.                 | «Peppa's Lullaby»             | 2:46         |
| Общая длительность: | Общая длительность:           | 38:32        |

## Чарты
| Чарт (2019)                                     | Высшая позиция |
| ----------------------------------------------- | -------------- |
| Ирландия (IRMA)                                 | 91             |
| Шотландия (Scottish Albums Chart)               | 26             |
| Великобритания (UK Albums Chart)                | 79             |
| Великобритания Independent Album Breakers (OCC) | 1              |

## История релиза
| Территория | Дата         | Формат                     | Прим. |
| ---------- | ------------ | -------------------------- | ----- |
| Различная  | 19 июля 2019 | Цифровая загрузка стриминг | [ 9 ] |